# Ivrea
Ivrea (piemonti nyelven Ivréa, canavesano dialektusban Ivreja) olasz község a Piemont régióban, Torino megyében fekszik.

## Története
1930 és 1960 között neves olasz várostervezők és építészek közreműködésével épült ki az ipari városrész az Olivetti írógép-, számológép- és irodagép-gyártó cég bázisaként. A gyárépület és a hozzá tartozó igazgatási és szociális épületek mellett lakóépületeket is magában foglal. Az iparváros 2018-ban felkerült az UNESCO Világörökség listájára.

## Látnivalók
- Castello del Conte Verde
- római amfiteátrum
- Santo Stefano torony
- Santa Maria dóm
- San Bernardino templom: belsejét 15. századi freskók díszítik
- MAAM. a modern építészet múzeuma

## Fordítás
- Ez a szócikk részben vagy egészben  az   Ivrea című olasz Wikipédia-szócikk fordításán alapul.  Az eredeti cikk szerkesztőit annak laptörténete sorolja fel. Ez a jelzés csupán a megfogalmazás eredetét és a szerzői jogokat jelzi, nem szolgál a cikkben szereplő információk forrásmegjelöléseként.